# Lane (West Yorkshire)
Lane – osada w Anglii, w hrabstwie ceremonialnym West Yorkshire, w dystrykcie metropolitalnym Kirklees. Leży 32 km na południowy zachód od miasta Leeds i 254 km na północny zachód od Londynu.